# 朱當濆
朱當濆，明朝魯藩輔國將軍，钜野王朱泰墱的孙子，镇国将军朱阳𨮖的儿子。
朱當濆慷慨有志节。嘉靖三年，上书请停郡县主、郡县君的恤典，以解民困。嘉靖七年，上奏请辞自己的辅国将军和儿子的奉国将军俸禄，来帮助疏通运河。嘉靖帝赐敕褒谕。又上书言：“各藩郡县主、郡县君先于仪宾去世的，按照先例仪宾得支半禄。现在四方灾伤，边陲多事，民穷财尽，各仪宾暴横侈肆，多为不法，请勿论品级，减其月给。”次年又请将其父子应得禄米助赈。又劝皇帝取法祖宗，重国本，裁撤不急之费，停息土木之工。言辞恳切。嘉靖帝嘉赏其意，特敕褒扬，没有采纳他辞禄的请求。